# La leyenda de los Chaneques
La leyenda de los Chaneques es una película animada mexicana de terror y aventuras de 2023 dirigida por Marvick Núñez, escrita por David Israel y producida por Ánima Estudios en asociación con Videocine Entretenimiento y TelevisaUnivision. Es la séptima película de la serie cinematográfica Las Leyendas, basada en personajes creados por Ricardo Arnaiz, así como una continuación directa de La leyenda del Charro Negro (2018). Su historia toma como eje principal a los chaneques, pequeñas criaturas de la mitología nahua vinculadas al inframundo de la mitología mexica y la mitología nahua de la Huasteca, que actúan como guardianes y protectores de los montes y la fauna silvestre.
La mayor parte del elenco de voces de las cintas anteriores, encabezado por Benny Emmanuel, Emilio Treviño, Annie Rojas, Mayté Cordeiro, Andrés Couturier y Eduardo España, retorna para encarnar a sus respectivos personajes, mientras que hay nuevas incorporaciones por parte de Jorge Rafael, Lupita Leal y Alejandro Villeli, entre otros, como personajes episódicos, así como la reincorporación de Jesús Guzmán al elenco principal. Gabriel Basurto es asignado como la nueva voz de El Alebrije de la Biblioteca, tras el fallecimiento de Herman López en 2021, quien interpretara al personaje en dos de las anteriores entregas en sustitución de Rafael Inclán.
Cinco años después de haber derrotado al Charro Negro y de haber renunciado a sus poderes para interactuar con seres espectrales, el joven Leo San Juan (Emmanuel) y su hermano mayor Nando (Treviño), emprenden un viaje a Veracruz para hacer una entrega de pan cuando descubren que una antigua maldición acecha de nueva cuenta a la localidad a la que arriban.
Fue estrenada en la plataforma de streaming Vix el 14 de julio de 2023.

## Sinopsis
Cinco años después de haber renunciado a sus poderes, Leo San Juan se encuentra en Veracruz acompañando de su hermano cuando una antigua maldición local regresa. Esta vez, Leo no tiene poderes, no tiene amigos, tiempo y debe enfrentar el mal.

## Reparto
- Benny Emmanuel como Leo San Juan[2]
- Emilio Treviño como Nando San Juan[2]
- Annie Rojas como Xóchitl Ahuactzin
- Mayté Cordeiro como Teodora Villavicencio[3]
- Andrés Couturier como Don Andrés Artasánchez[4]
- Gabriel Basurto como El Alebrije de la Biblioteca[4]
- Eduardo España como Evaristo Hortensio[2]
- Jesús Guzmán como Finado[2]
- Paola Ramones como Moribunda[2]
- Jorge Rafael como Diego
- Alejandro Villeli como Brujo
- Rolando de Castro como Saúl
- Lupita Leal como Jimena, madre de Diego
- Jaime Vega como Cenobio
- Alan Fernando Velázquez como Chucho
- Rubén Moya como Vicente
- Andrés García como Joaquín, esposo de Jimena y padre de Diego, de oficio leñador

Carlos Luyando e Hiram Cárdenas interpretan a dos leñadores. Doris Vargas, Gustavo Melgarejo, Jaime Collepardo, Marysol Lobo, Samanta Figueroa y Teresa Ibarrola proveen voces para personajes adicionales. En la escena poscréditos, hay un cameo de Blas García como el Charro Negro.

## Desarrollo
Al estrenarse La leyenda del Charro Negro, hubo especulaciones sobre si habría una nueva película de la saga. El creador de "Las Leyendas", Ricardo Arnaiz llegó a mencionar sobre la posibilidad de nuevas entregas y su potencial. El productor Fernando de Fuentes confirmó el desarrollo de la séptima película de Las Leyendas, añadiendo que "ha sido una franquicia exitosa". El propio Arnáiz confirmó que no participaría en la película.
Finalmente, se confirmó oficialmente la película "La leyenda de los Chaneques" tras el lanzamiento del tráiler en julio de 2023. Se confirma que el director de la película sería Marvick Núñez.
Para el diseño de los Chaneques se inspiraron en los kodamas que aparecen en la película La princesa Mononoke de Hayao Miyazaki y por su parte la versión gigantesca de estos en los ángeles del anime Neon Genesis Evangelion de Hideaki Anno.

### Animación
La película fue elaborada en animación 2D incorporando elementos de animación CGI 3D. Es una mezcla de 2D y 3D que brinda dinamismo a las escenas.

### Música
La banda sonora de la película estuvo a cargo del compositor Leoncio Lara. 

## Estreno
Al igual que Las leyendas: el origen, la película se estrenó el 14 de julio de 2023 exclusivamente por la plataforma ViX